# سي كليف (سان فرانسيسكو)
سي كليف (Sea Cliff) (يُكتب أحيانًا Seacliff) هو حي في الشمال الغربي سان فرانسيسكو، كاليفورنيا. شتهر بمنازلها الكبيرة وإطلالاتها على المحيط. سي كليف هي واحدة من ثماني حدائق سكنية مخططة بشكل رئيسي في سان فرانسيسكو. طوورت خطتها الرئيسية من قبل مهندس المناظر الطبيعية مارك دانيلز. أأصبحت سي كليف واحدة من أكثر المناطق السكنية النخبة في سان فرانسيسكو.

## موقع
إنه مجاور للمحيط الهادئ وشاطئ بيكر، جنوب غرب بريسيديو سان فرانسيسكو، وشرق لينكولن بارك.

## صفات
المنازل في حي سي كليف كبيرة والعديد منها يوفر إطلالات على المحيط الهادئ وجسر البوابة الذهبية ومارين هيدلاندز. يقع شاطئ عام صغير اسمه شاطئ الصين ونهاية الحديقة الوطنية لاند في الحي.
هناك العديد من المباني في سي كليف من قبل المهندسين المعماريين البارزين:
- 9 و 25 و 45 طُرق ذات مناظر خلابة، بنيت في عام 1914، من قبل المهندس المعماري ويليس بولك (1867-1924)
- منزل هانسون في شارع 27، بُني في عام 1907، من قبل المهندس المعماري جون تشارلز فلوجر (1865-1930)
- 50 طريق بمناظر خلابة، بنيت في عام 1921 لمود ستروبريدج، من قبل المهندس المعماري جوليا مورغان (1872-1957)

## سكان
يحتوي سي كليف على مساكن القنصلية العامة لسويسرا وكوريا الجنوبية وهولندا.
تشمل بعض سكان الحي الحاليين والسابقين الأكثر شهرة مثل:
- أنسل آدامز، مصور
- لاري باير، الرئيس التنفيذي لشركة سان فرانسيسكو جاينتس
- لوك بروجنارا، قطب عقارات
- جاك دورسي، مؤسس تويتر وساحة, المؤتمر الوطني العراقي.
- دونالد فيشر، مؤسس جاب
- كيفن جوسمان، إبريق سان فرانسيسكو جاينتس السابق
- إيلين جو، متزلج حر
- كيرك هاميت، عازف الجيتار ميتاليكا
- بول كانتنر، جيفرسون طائرة عازف الجيتار
- يوجين ليفي، ممثل
- شيخ مارين، ممثل
- كلينتون رايلي، قطب العقارات
- ليندا رونستادت، مغنية
- والتر شورنشتاين، مستثمر عقاري
- جورج سوروس، مستثمر صندوق التحوط [بحاجة لمصدر]
- توم شتاير، مدير صندوق التحوط والمرشح الرئاسي لعام 2020
- شارون ستون، ممثلة
- روبن ويليامز، ممثل كوميدي

## أنظر أيضا
- 49- مايل سينيك درايف